# سیارک ۲۱۷۰۷
سیارک ۲۱۷۰۷ (به انگلیسی: 21707 Johnmoore، نامگذاری:1999RY88) بیست و یک هزار و هفتصد و هفتمین سیارک کشف شده‌است که در ۷ سپتامبر ۱۹۹۹ کشف شد.
قدر مطلق سیارک برابر ۱۳.۵ است.